# El suplement
El suplement és un magazín radiofònic d'actualitat i entreteniment de Catalunya Ràdio que s'emet els caps de setmana de 6 del matí a 1 del migdia. Actualment el dirigeix i presenta Roger Escapa. Xavier Solà va posar en marxa el programa el 1988 i el va presentar durant 20 temporades. Després van passar-hi Tatiana Sisquella, Núria Ferré, Sílvia Cóppulo i Ricard Ustrell.
La primera franja del programa està dedicada a l'actualitat informativa i posteriorment adopta un format més magazín. Entre els col·laboradors actuals del programa, destaquen: Mayka Navarro, Joel Díaz, Marina Porras, Núria Orriols, John Carlin, Jordi Puntí, Ana Pardo de Vera, Toni Cruanyes, Roger Mas, David Carabén o Pep Nogué.
L'equip actual del programa està format per Roger Escapa, Joan Botta, Nil Via, Marta Ferrer, Gerard Jubany, Mikel Alors, Sara Llovet i Sònia Deulofeu.
El Suplement va començar sent un programa de 3 hores en l'època en què el va presentar Xavier Solà (de 10 a 13 h), després va passar a 4 hores amb Tatiana Siquella (de 9 a 13 h) i finalment a 7 hores, ja durant el període en què el va encapçalar Sílvia Cóppulo (de 7 a 14 h). Finalment, va canviar d'horari i actualment s'emet de 6 a 13 h.
Una de les marques del programa és l'espai El comunista, en el qual intervé Joel Díaz, que respon preguntes de l'audiència i ha d'endevinar la identitat d'un convidat misteriós i després improvisar una entrevista. Anteriorment, hi havia hagut espais recordats com ara El complot dels oients de Xavier Solà, o Tàpias Variades, presentat per Pere Tàpias i incorporat al programa amb Tatiana Sisquella al capdavant. També va tenir rellevància la radionovel·la Amb mal peu estrenada al setembre de 2016, escrita per Roc Casagran, que constava de dues temporades de tretze capítols i que explicava la història d'una família de poder a Catalunya amenaçada per una altra que intenta desmuntar-la, amb paral·lelismes amb l'actualitat.